# ثعلب
الثعلب هو أي فصيلة من فصائل الكلبيّات القارتة (أكلة للحوم والنبات) الصغيرة الحجم، والبالغ عددها 27 نوعاً. يقصد العامّة من كلمة ثعلب في العادة الثعلب الأحمر، بما أنه أكثر الأنواع شيوعاً في النصف الغربيّ من العالم، بالرغم من أن فصائل الثعالب المختلفة تتواجد في كل القارّات تقريباً، وهذا ما أدّى إلى ظهورها في العديد من الثقافات والتراث الشعبي للعديد من الأمم والقبائل. يطلق على الثعلب الذكر في العربيّة اسم ثعلب والأنثى ثعلبة، والصغار ضغابيس أو جراء. ويسمى شعر الثعلب بالفرو.

## الصفات العامّة

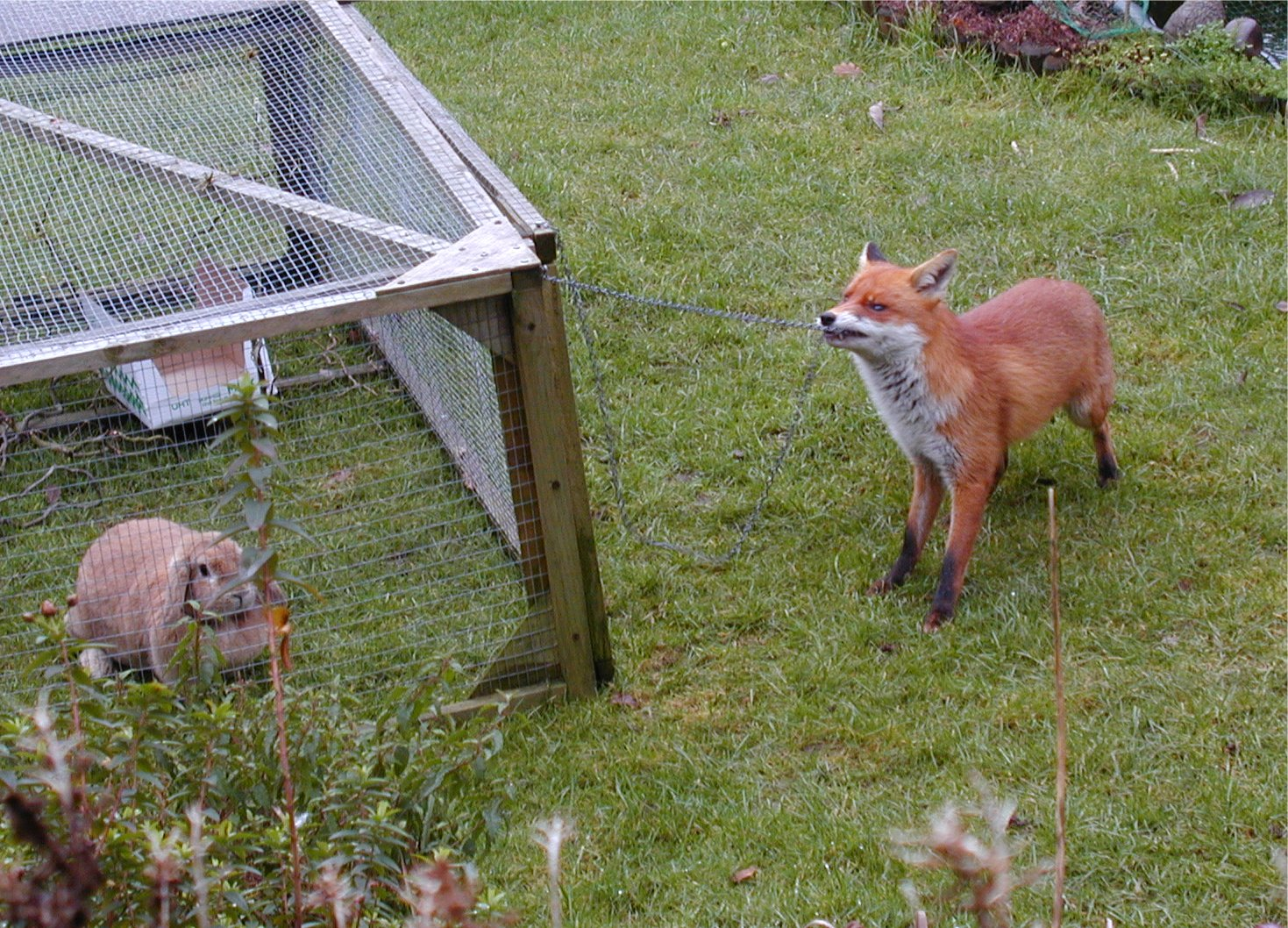
ثعلب مدينيّ يتفقد أرنباً في حظيرته

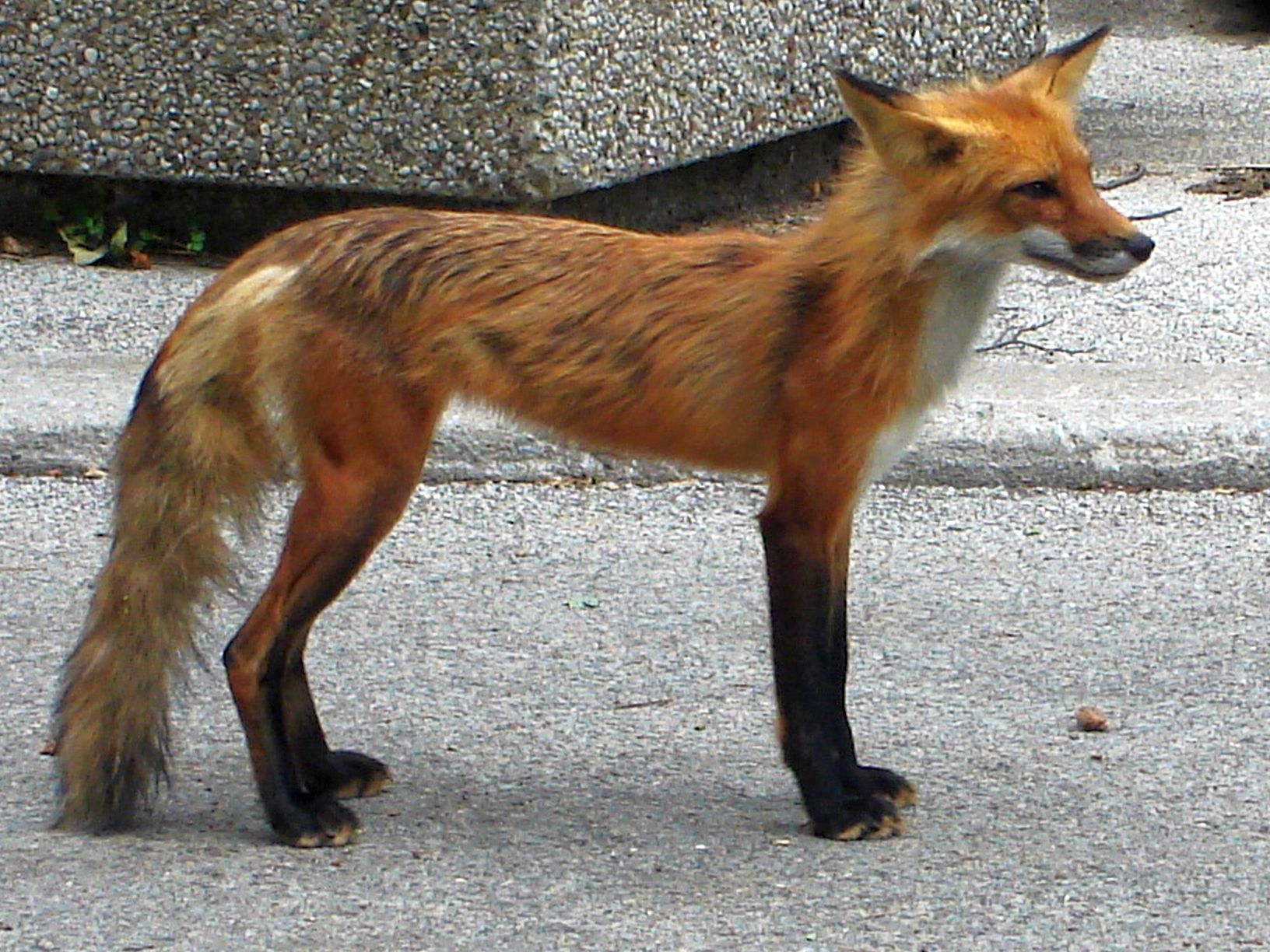
ثعلب مدينيّ يظهر عليه النحول في هاي بارك في تورونتو

تعيش معظم الثعالب حوالي سنتين أو ثلاثة في البريّة، ولكنها قد تعمّر إلى 10 سنوات أو أكثر في الأسر. يبلغ حجم معظم الفصائل حجم القطط المستأنسة حيث تعتبر الثعالب أصغر أعضاء فصيلة الكلبيّات، ومن الصفات الخارجيّة المميزة الأخرى الخطم الدقيق والذيل الكثّ الكثيف، وتختلف بعض الصفات الأخرى طبقاً للمسكن أو البيئة التي تقطنها الفصيلة فمثلاً يمتلك ثعلب الفنك أذنين كبيرتين وفراءً قصيراً بينما يمتلك الثعلب القطبيّ أذنين قصيرتين وفراءً سميكاً عازلاً.الثعالب حيوانات متوحدة على عكس العديد من الكلبيّات الأخرى، وهي مفترسات منتهزة للفرص تقتات على مجموعة متنوّعة من الأغذية مثل القوارض بشكلٍ خاص بالإضافة للجنادب والفواكه والأعناب. تعتبر الثعالب حيوانات حذرة ولا تقرب البشر في العادة، كما لا يحتفظ بها كحيوانات أليفة بالرغم من أن الثعلب الفضّي دجّن بنجاح في روسيا بعد 45 سنة من التزاوج الانتقائي. تتواجد الثعالب الآن في بعض المناطق في المدن والحدائق المنزليّة.

## التصنيف
تنتمي فصائل الثعالب إلى الأجناس التالية:
- جنس الثعلب القطبيّ (الثعلب القطبيّ)
- جنس الثعلب آكل السرطان (الثعلب آكل السرطان)
- جنس ثعلب جزر الفولكلاند (ثعلب جزر الفولكلاند)
- جنس الفنك (ثعلب الفنك أو ثعلب الصحراء)
- جنس الثعلب الأشيب (الثعلب الأشيب)
- جنس الثعلب الخفّاشيّ الأذنين (الثعلب الخفّاشيّ الأذنين)
- جنس Pseudalopex(أربعة فصائل من أميركا الجنوبيّة)
- جنس Urocyon(الثعلب الرّماديّ، ثعلب الجزر، ثعلب كوزوميل)
- جنس الثعالب الحقيقيّة (الفصائل العشرة للثعالب «الحقيقيّة»، كما يصنفها العلماء، بما فيها الثعلب الأحمر)

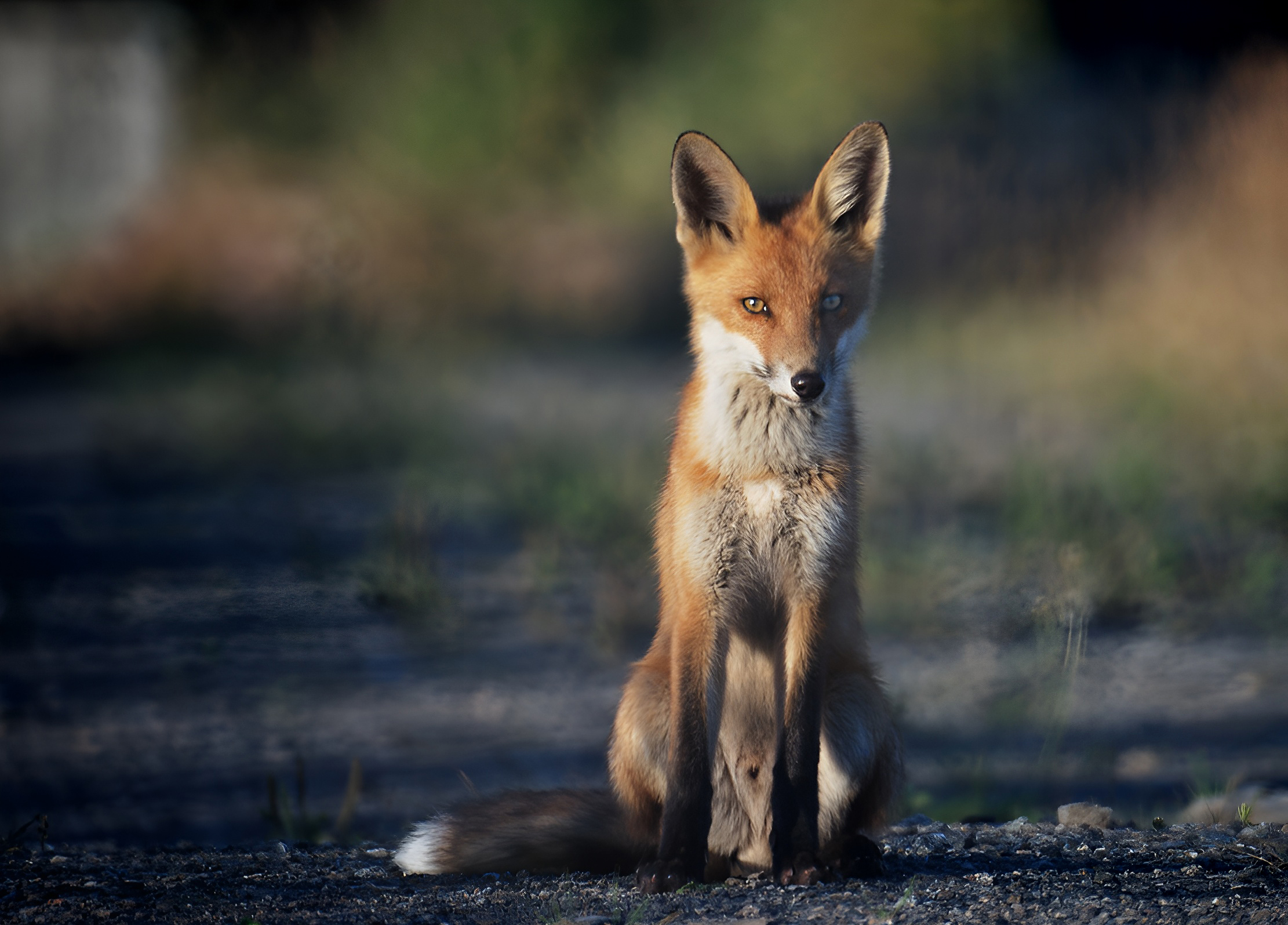
Red fox

| الجنس              | النوع | الصورة |
| ------------------ | --- | ------ |
| كلب                | ذئب حبشي, sometimes called the Simien fox or Simien jackal                                                                                            |        |
| ثعلب السافانا      | Crab-eating fox |        |
| † Dusicyon         | انقراض جنس, including the ذئب جزر فوكلاند, sometimes known as the Falklands Islands fox                                                               |        |
| ليكالوبيكس         | - ثعلب باتاغونيا or Andean fox - ثعلب داروين - ثعلب أميركا الجنوبية الرمادي - ثعلب البامباس - ثعلب ساخورا - ثعلب أشيب                                 |        |
| ثعلب خفاشي الأذنين | Bat-eared fox |        |
| ثعالب ثخينة الذيل  | - ثعلب رمادي - ثعلب الجزر - ثعالب ثخينة الذيل (undescribed)                                                                                           |        |
| ثعلبيات            | - ثعلب قطبي - ثعلب البنغال - ثعلب أفغاني - ثعلب فضي الظهر - ثعلب السهوب - فنك - ثعلب قزم - ثعلب شاحب - ثعلب روبل - ثعلب أحمر - ثعلب سريع - ثعلب التبت |        |

## أنماط الأصوات

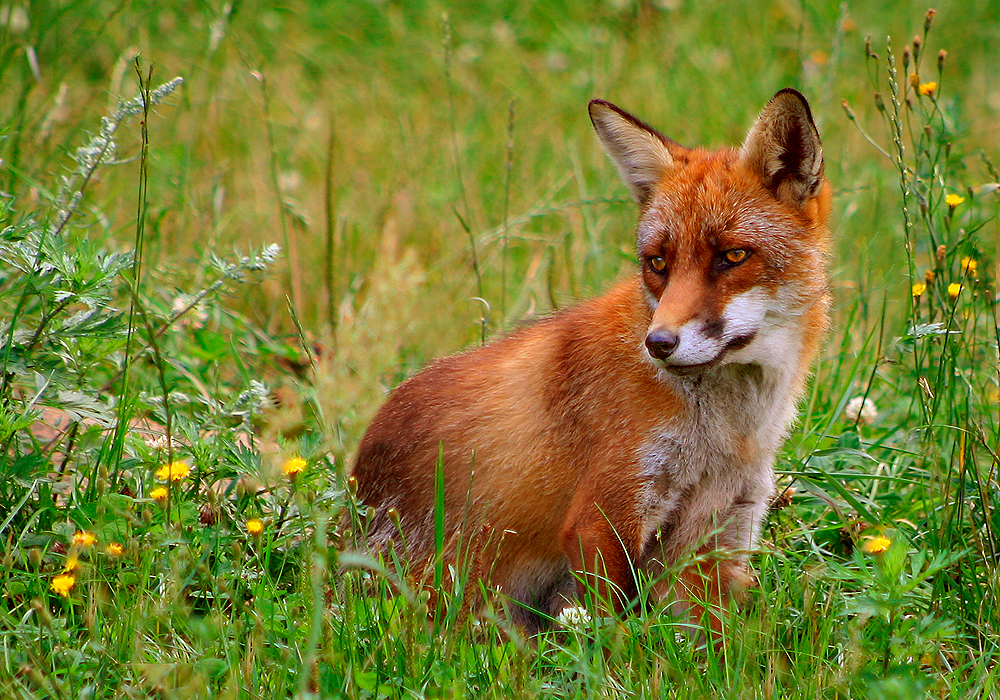
الثعلب الأحمر

ليس من عادة الثعالب أن تتجمّع لإصدار أصوات بشكلٍ جماعيّ كما تفعل الذئاب أو القيوطات، ولكنها عوضاً عن ذلك تتواصل مع بعضها باستعمال أنماط مختلفة من الأصوات:

### النّباح
النّباح هو أكثر أنواع الأصوات المألوفة وهو يتألّف في العادة من 3 إلى 5 مقاطع. تتواصل الثعالب مع بعضها بهذا الأسلوب عندما تكون بعيدة عن بعضها، وتقلّ حدّة الصوت كلّما اقتربت من بعضها، وتحييّ الثعالب جرائها بأخفض نبرة من هذا الصوت.

### نباح الإنذار
يتألّف هذا الصوت من مقطع واحد فقط، ويستعمله ثعلب بالغ لإنذار جرائه من خطرٍ ما. يبدو هذا الصوت كنباحٍ حادٍ من مسافة بعيدة، أما عن مسافة قريبة فهو يبدو كسعالٍ مكبوت.

### الزمجرة
عبارة عن صفة حركية تقوم بها الثعالب في فصل التزواج بين الفترة الواقعة بين الربيع وذالك بعد الخريف في جو دافئ.

### عويل الثعلبة
العويل صوت حاد يتألّف من مقطع واحد فقط ويصدر في موسم التزاوج في العادة، ومن الاعتقاد أن الأنثى تصدره لاستدعاء الذكور عندما تكون في الدورة النزويّة، ولكن خلافاً للاعتقاد السائد فإن الذكور تصدر هذا الصوت أيضاً الذي يخدم غاية معينة كما يبدو.

### الخرخرة
ظهر في إحدى تقارير شبكة «بي بي سي» في 5 أكتوبر 2006 إن الثعالب المستأنسة تخرخر عندما تدلل.

## التوازن البيئيّ

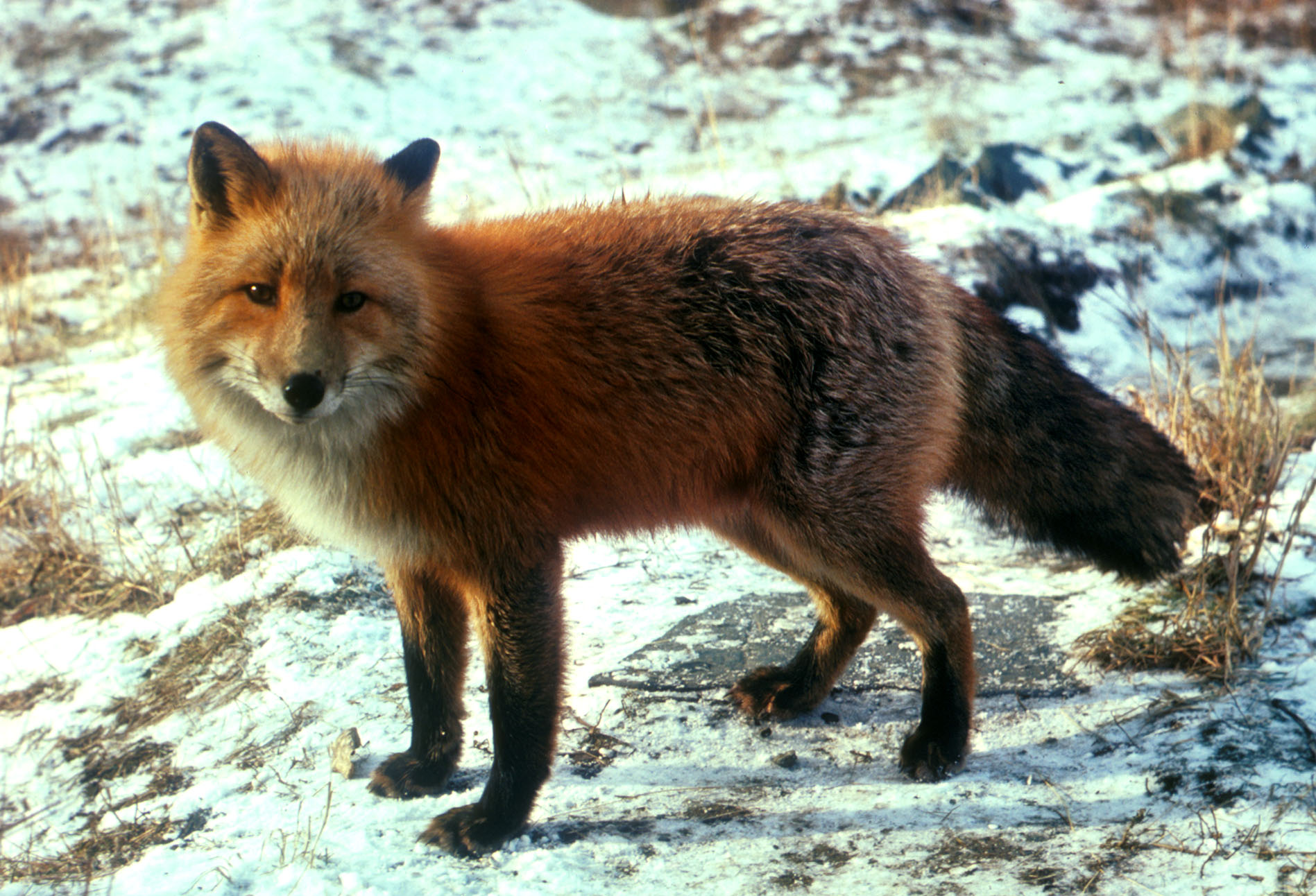
ثعلب أحمر في فصل الشتاء

تعتبر الثعالب حيوانات ضارّة في بعض الدول مثل أستراليا، التي أدخلت إليها مجموعات من الثعالب الحمراء وأخذت في صيد الطرائد البلديّة الأستراليّة التي لم تستطع التأقلم مع الوضع الجديد مما دفع بالعديد منها إلى حدّ الانقراض ودفع بالعامّة إلى تصنيف الثعالب كآفات برية، ومن جهةٍ ثانية فإن العديد من فصائل الثعالب مهدد بالانقراض. ويمكن استخدام الثعالب أيضاً كحيوان مساعد للمزارعين على التخلّص من الآفّات الزراعيّة، وقد نجحت هذه التجربة في مزارع الفاكهة بشكلٍ خاص. ويعتقد المؤرخون أن إدخال الثعالب إلى بيئاتٍ غريبة عنها لا يعود إلى العصور الاستعماريّة بل هو أقدم من ذلك بكثير، حيث يظهر أن أقدم حالة تعود إلى العصر الحجريّ الحديث في قبرص، كما وقد تمّت ملاحظة نقوش حجريّة تمثّل الثعالب في مستعمرة تعود للعصر الحجريّ الحديث في شرقي تركيا.

## العلاقات مع البشر
غالبًا ما تُعتبر الثعالب آفات أو كائنات مزعجة بسبب هجماتها الانتهازية على الدواجن والماشية الصغيرة الأخرى هجمات الثعلب على البشر ليست شائعة تتكيف العديد من الثعالب بشكل جيد مع البيئات البشرية ، مع تصنيف العديد من الأنواع على أنها "آكلات اللحوم المقيمة في المناطق الحضرية" لقدرتها على الحفاظ على التجمعات السكانية بالكامل داخل الحدود الحضرية.  يمكن أن تعيش الثعالب في المناطق الحضرية لفترة أطول ويمكن أن يكون لها أحجام نفايات أصغر من الثعالب في المناطق غير الحضرية تنتشر الثعالب الحضرية في كل مكان في أوروبا  حيث تظهر سلوكيات متغيرة مقارنة بالثعالب غير الحضرية  بما في ذلك زيادة الكثافة السكانية  وصغر المساحة  والبحث عن العلف. تم إدخال الثعالب في العديد من المواقع ، مع تأثيرات متفاوتة على النباتات والحيوانات الأصلية.
في بعض البلدان ، تعتبر الثعالب من الحيوانات المفترسة الرئيسية للأرانب والدجاج.